# NGC 1275
El objeto NGC 1275 es un conjunto de dos galaxias, una delante de otra, que se encuentran en la constelación de Perseo. La galaxia que se encuentra en segundo plano es una galaxia elíptica y delante de ella hay una galaxia espiral. Se encuentran a unos 235 millones de años luz de la Tierra.

NGC 1275 multi-longitud de onda compuesta
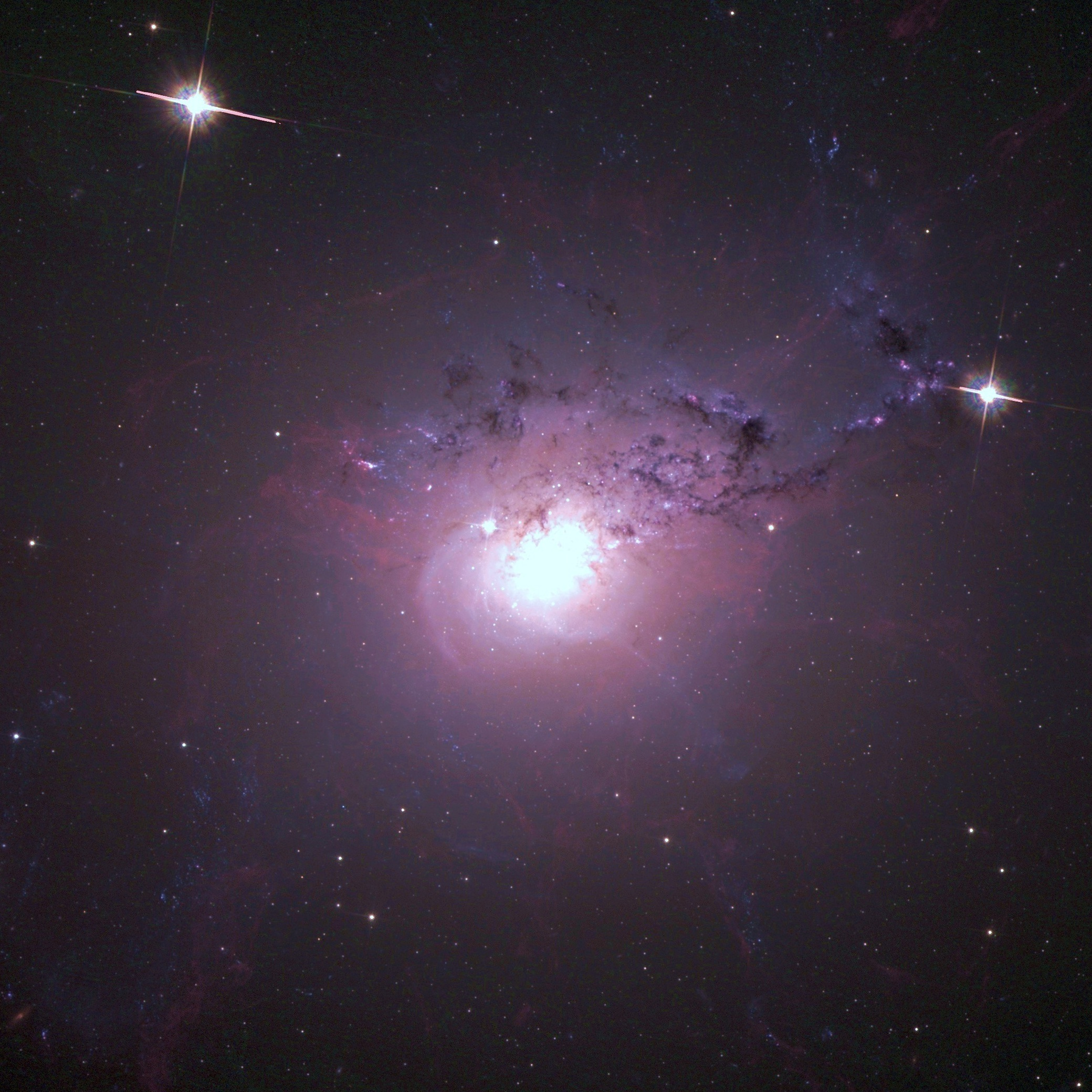
NGC 1275 galaxia es: Telescopio Espacial Hubble, 1,73 "visión
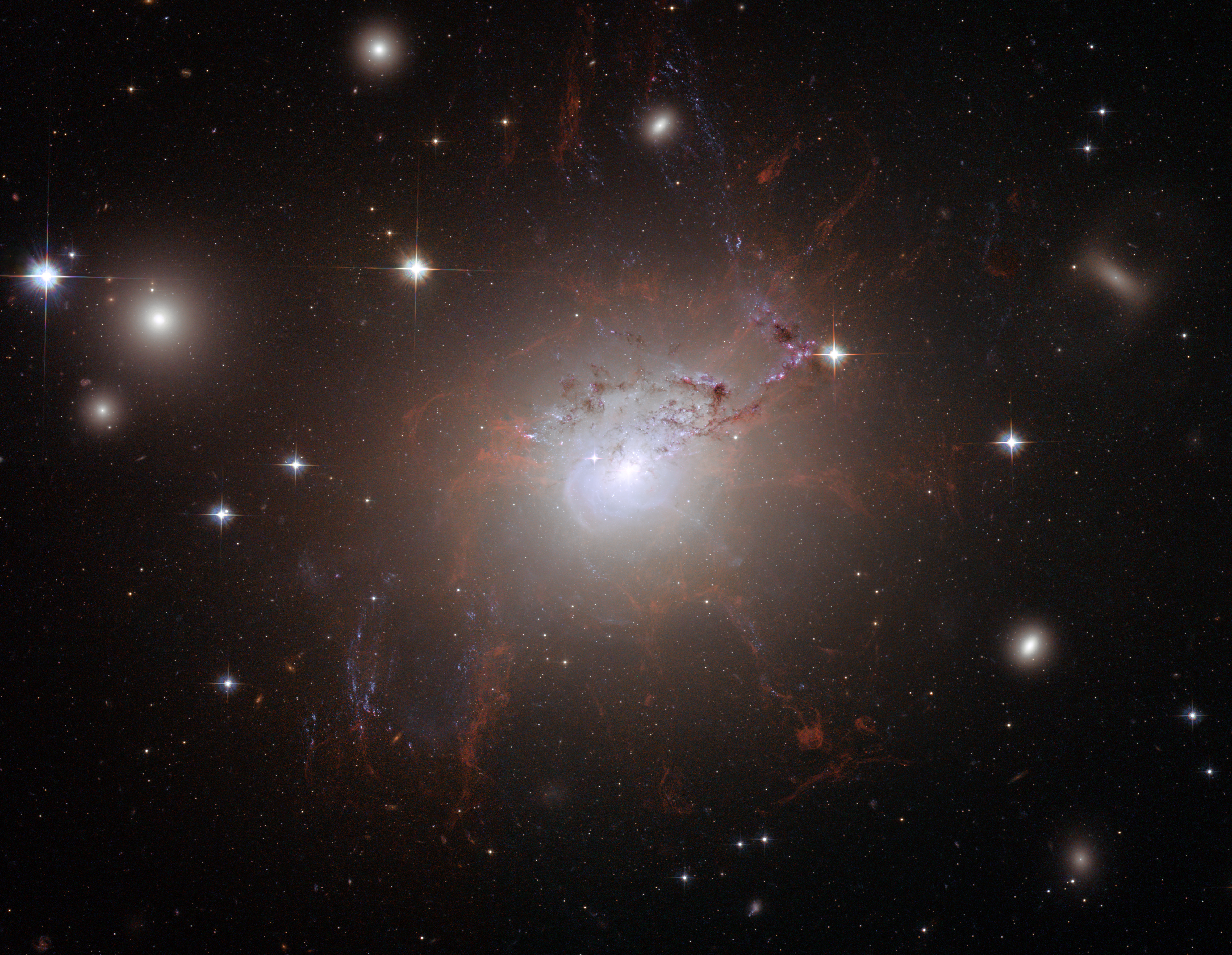
Imagen del Telescopio Espacial Hubble de la galaxia elíptica de NGC 1275.

## La galaxia elíptica
La galaxia principal de NGC 1275 (Perseo A, UGC 2669, QSO B0316+413 o PGC 12429) es una galaxia gigante difusa, es decir, una galaxia elíptica supermasiva que se encuentra en el centro del Cúmulo de galaxias de Perseo. Es una galaxia Seyfert con núcleo activo: algunos autores han señalado que presenta actividad tipo blazar, similar al de la galaxia BL Lacertae. En cualquier caso, presenta muchas de las características propias de las galaxias activas. Además es una radiofuente conocida como Perseus A.
Se cree que tiene un agujero negro supermasivo en su centro, con una masa de 340 millones de masas solares.
NGC 1275 también es extremadamente rica en hidrógeno molecular, con una masa estimada de gas de 13 000 millones de masas solares, algo que es consecuencia del enfriamiento y subsecuente atracción por parte de esta galaxia del gas caliente que llena el medio intergaláctico de Perseo, el cual se acaba concentrando en el centro de NGC 1275 produciendo la actividad visible en su núcleo y una elevada tasa de formación de estrellas.

## La galaxia espiral
La galaxia espiral (HVS) se encuentra en primer plano respecto a la galaxia gigante difusa. Se mueve hacia la galaxia elíptica a una velocidad de 3000 km/s, y se piensa que se está fusionando con el Cúmulo de Perseo. Su estructura está siendo desbaratada por la fuerte atracción gravitatoria de la galaxia elíptica, de la cual está separada por al menos 110 kiloparsecs.